# Боркі (гміна Ладзіце)
Боркі (пол. Borki) — село в Польщі, у гміні Ладзиці Радомщанського повіту Лодзинського воєводства.
У 1975-1998 роках село належало до Пйотрковського воєводства.